# Ozzano Monferrato
Ozzano Monferrato är en ort och kommun i provinsen Alessandria i regionen Piemonte i Italien. Kommunen hade 1 402 invånare (2018).